# 라컨궁
라컨궁(네덜란드어: Kasteel van Laken, 프랑스어: Château de Laeken)은 벨기에 왕가의 공식 거주지이다. 브뤼셀 중심지에서 북쪽 5km 거리에 있는 라컨 지역에 자리 잡았다. 본래는 쇼넨베르크(Schonenberg)궁이라는 이름이었고 자주 왕궁이라고도 일컫는다.